# Maurizio Musolino
Maurizio Musolino (Roma, 9 aprile 1964 – Roma, 8 settembre 2016) è stato un giornalista, scrittore e politico italiano.

## Carriera

### Carriera giornalistica
Laureatosi in lettere alla Sapienza di Roma, inizia la carriera giornalistica collaborando prima a il manifesto poi per due anni a La Gazzetta dello Sport.
Successivamente, dopo aver scritto numerosi articoli per il settimanale Avvenimenti, entrò nella redazione del quotidiano Liberazione dove dal 1997 è stato caposervizio economico.sada
Nel gennaio 1999 lasciò il giornale di Rifondazione Comunista, per passare al settimanale dei Comunisti Italiani La Rinascita, che sotto la direzione di Adalberto Minucci e Diego Novelli ha ripreso le pubblicazioni. Al settimanale La Rinascita si occupava come caposervizio degli Esteri, in particolar modo dei temi mediorientali.
Nel 2006 con la direzione di Manuela Palermi diventò vice-direttore e successivamente condirettore.
Dal giugno 2007 divenne direttore dello stesso settimanale.

### Carriera politica
Si iscrisse per la prima volta alla FGCI nel 1978 e, in seguito, al PCI, nel quale militò fino allo scioglimento. In quel partito ricopriva responsabilità a livello locale e nazionale nel dipartimento Esteri.
Nel 1992 aderiva al Movimento di Rifondazione Comunista.
Nel 1998 in seguito alla decisione di far cadere il Governo Prodi, uscì dal PRC per aderire al Partito dei Comunisti Italiani. È stato membro del Comitato centrale e della Direzione nazionale del PdCI e responsabile Immigrazione dello stesso partito. Ha collaborato come esperto per il Medio Oriente con l'attività del dipartimento Esteri del PdCI.

## Opere
- 1999 Guida alla religione islamica. La vita del profeta, i precetti, gli usi quotidiani, Datanews
- 2001 Piccolo dizionario dell'Islam, Edup
- 2003 Saddam Hussein. La vita del raìs di Baghdad, Datanews
- 2005 Barghouti. Il Mandela palestinese, Datanews
- 2006 Il popolo di Hezbollah. Viaggio in Libano dopo la guerra tra rovine e speranza, Datanews